# Ponte Lupicínio Rodrigues
A Ponte Lupicínio Rodrigues, também conhecida como Ponte Estaiada, é uma ponte localizada na BR-448 (a Rodovia do Parque), entre os municípios de Canoas e Porto Alegre, no Rio Grande do Sul. Fica localizada próximo à Arena do Grêmio. Trata-se da mais larga ponte estaiada da América Latina, com 34 metros desse tipo de estrutura.